# Sainte-Geneviève-des-Bois (Loiret)
Sainte-Geneviève-des-Bois ist eine französische Gemeinde mit 1.062 Einwohnern (Stand: 1. Januar 2022) im Département Loiret in der Region Centre-Val de Loire. Sie gehört zum Arrondissement Montargis und zum Kanton Lorris.

## Geografie
Die Gemeinde Sainte-Geneviève-des-Bois liegt 23 Kilometer südlich von Montargis in der Landschaft Gâtinais am Ostrand des Départements Loiret am Fluss Loing und am Canal de Briare, die an der östlichen Gemeindegrenze verlaufen. Umgeben wird Sainte-Geneviève-des-Bois von den Nachbargemeinden Montbouy im Norden, Châtillon-Coligny im Osten, Dammarie-sur-Loing im Südosten, Adon im Süden, Boismorand im Südwesten und Westen sowie Nogent-sur-Vernisson im Westen und Nordwesten.

## Bevölkerungsentwicklung
| Jahr                       | 1962 | 1968 | 1975 | 1982 | 1990 | 1999 | 2006 | 2015 | 2022 |
| -------------------------- | ---- | ---- | ---- | ---- | ---- | ---- | ---- | ---- | ---- |
| Einwohner                  | 734  | 812  | 879  | 1046 | 952  | 990  | 1064 | 1083 | 1062 |
| Quellen: Cassini und INSEE |      |      |      |      |      |      |      |      |      |

## Sehenswürdigkeiten
- Kirche Sainte-Geneviève, Monument historique
- Schlösser Barres, Bellecour, Bézards, Bois Joly, Briquemault, Brochard, Buisson, Godeaux und Rivière aus dem 17. Jahrhundert
- Wasserturm

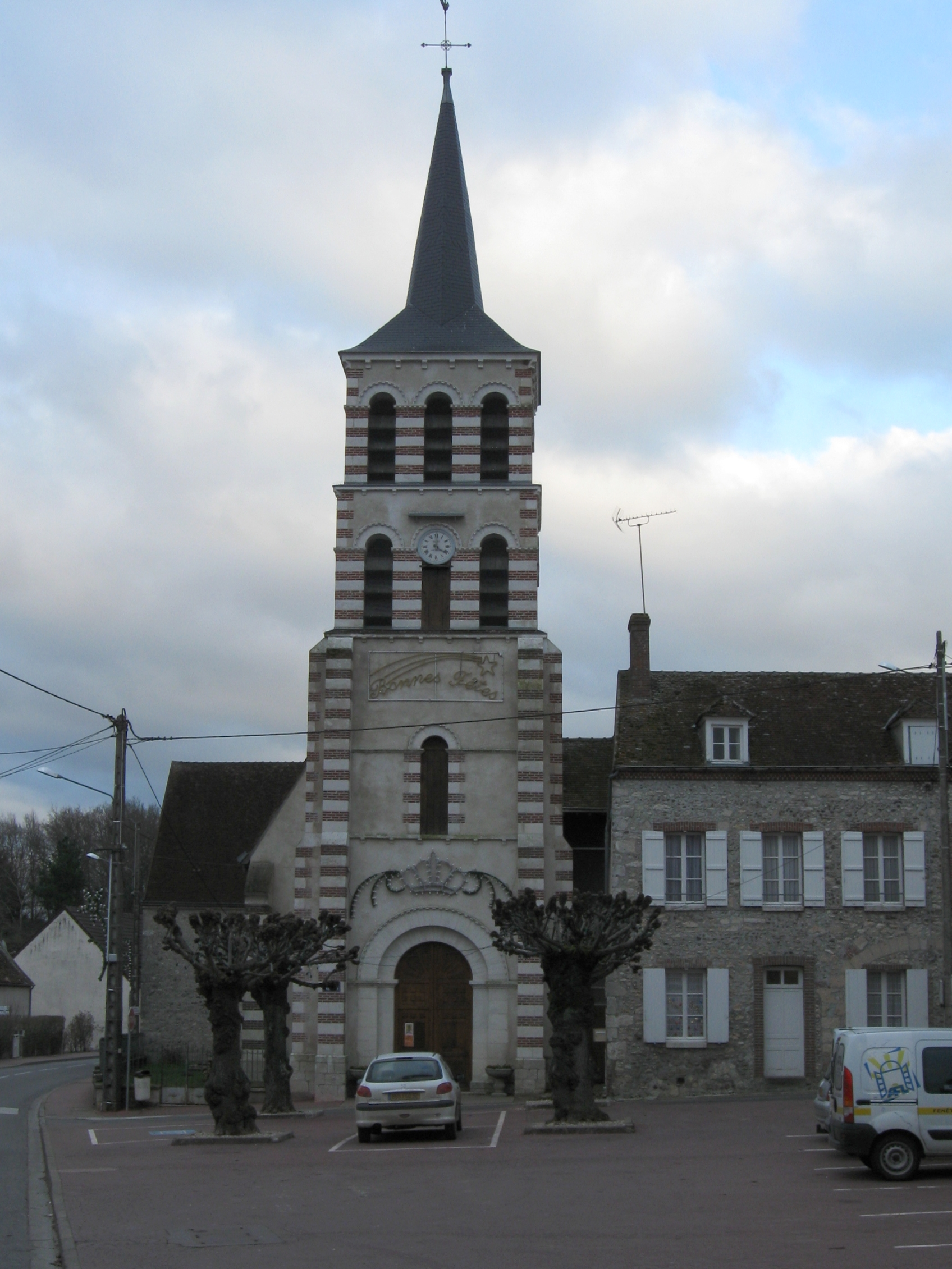
Kirche Sainte-Geneviève
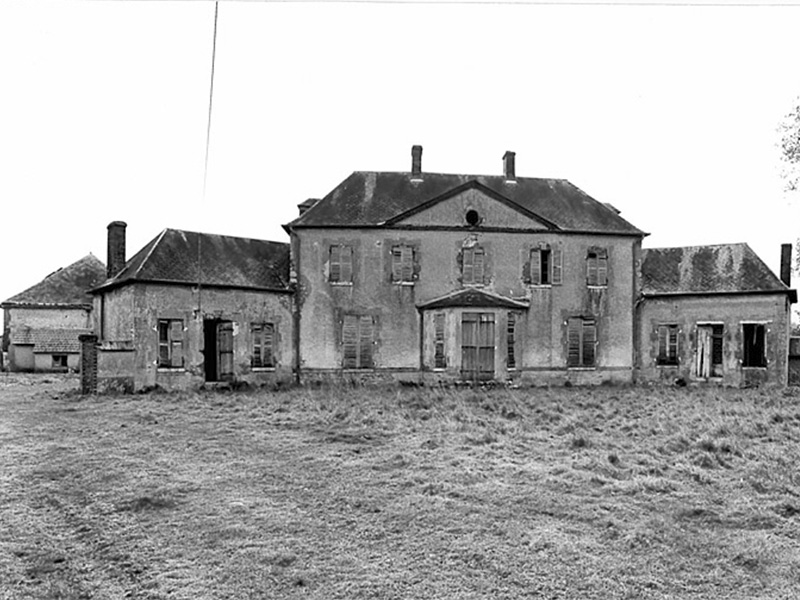
Schloss Godeaux
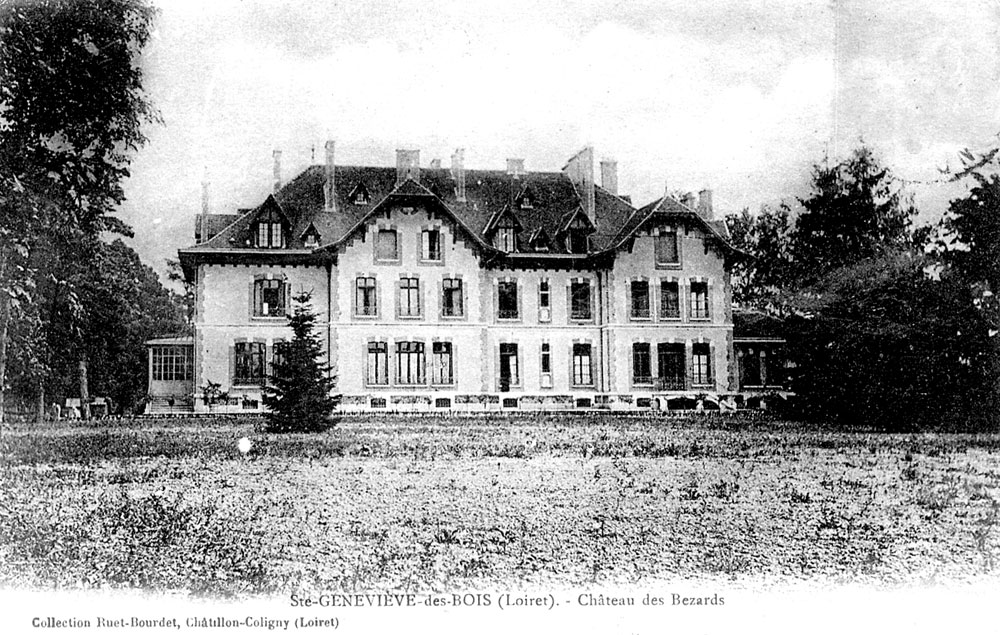
Schloss Bézards
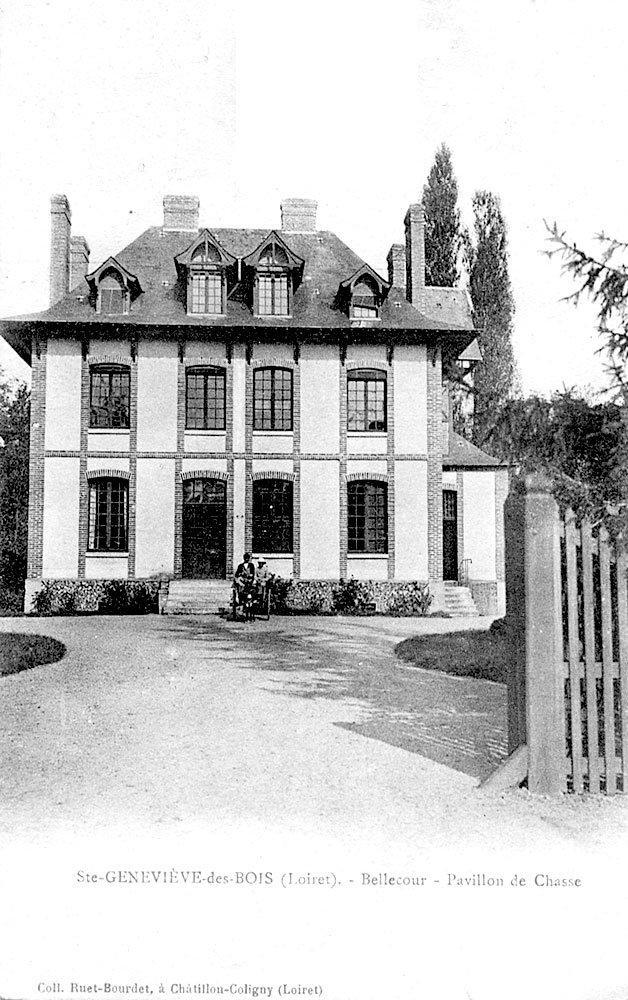
Schloss Bellecour
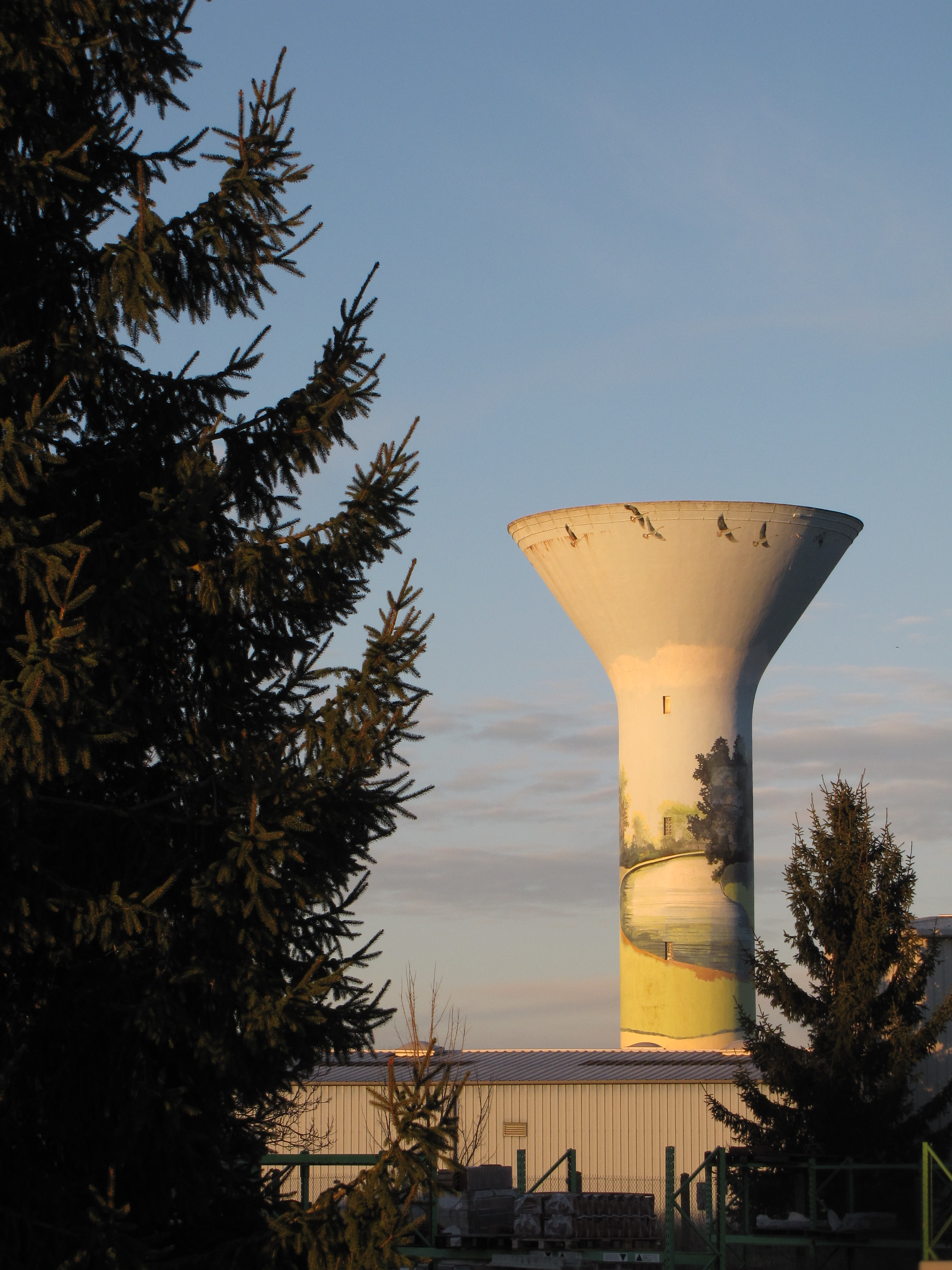
Wasserturm